# Commius
Commius was koning van de Atrebati in de eerste eeuw v.Chr., eerst in Gallië, daarna in Brittannië.

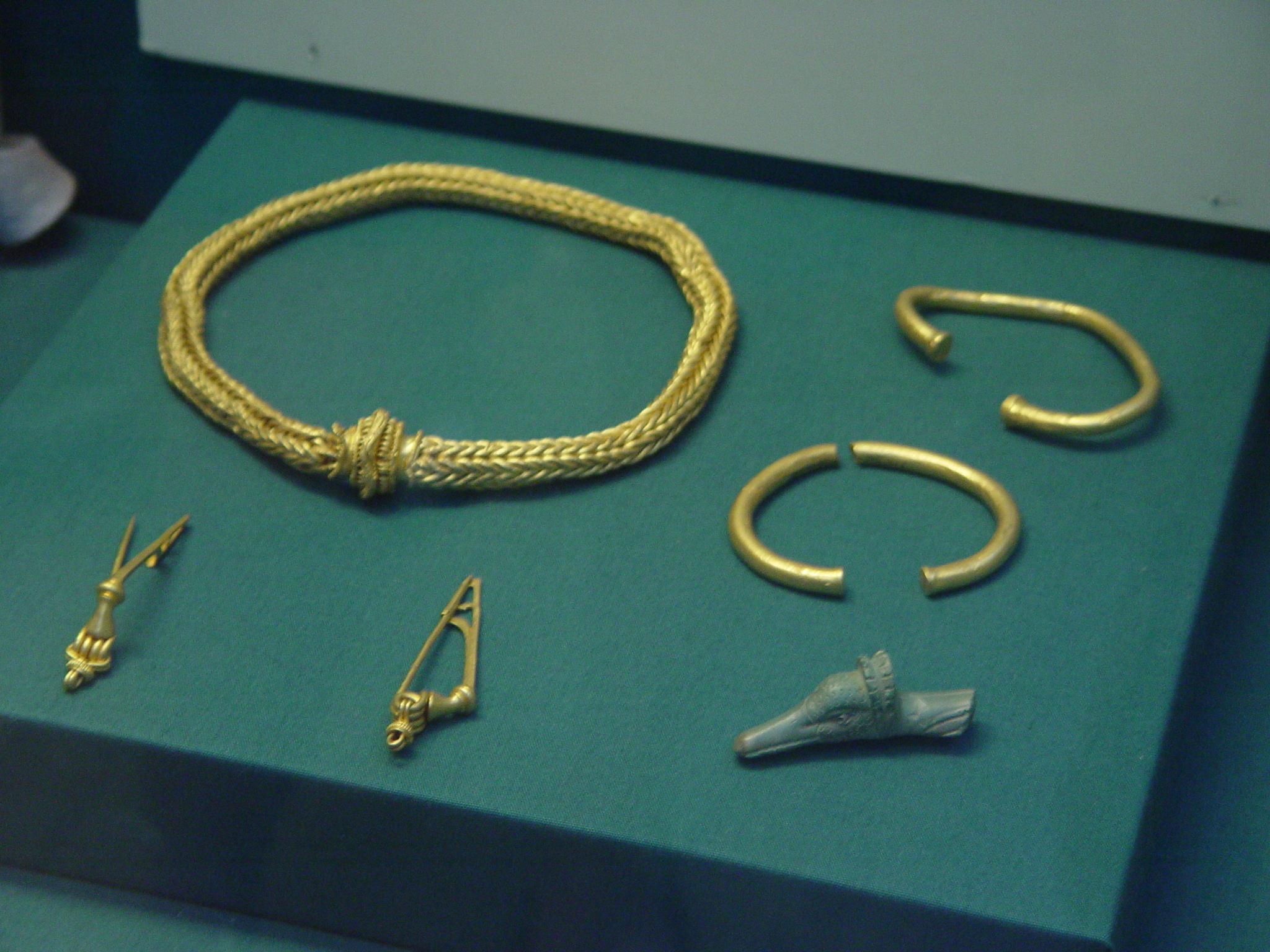
De schat van Winchester uit ca. 50 voor Chr., waarvan vermoed wordt dat dit een diplomatieke gave kan zijn geweest van of aan Commius.

## Bondgenoot van Caesar
Toen Julius Caesar de Atrebati in Gallië in 57 v.Chr. versloeg zoals beschreven in zijn De Bello Gallico, duidde hij Commius als koning van de stam aan. Voor de eerste expeditie van Caesar naar Brittannië in 55 v.Chr. ging Commius als afgezant van Caesar naar de Britten om hen ervan te overtuigen zich niet te verzetten. Commius werd echter zodra hij aankwam gevangengenomen. Toen de Britten faalden in hun opzet om de landing van Caesar tegen te houden, droegen ze Commius toch over als deel van de onderhandelingen. Commius leverde een klein detachement ruiters van zijn stam om Caesar te helpen verdere Britse aanvallen tegen te houden. Tijdens de tweede expeditie naar Brittannië van Caesar onderhandelde Commius over de overgave van de Britse leider Cassivellaunus. Hij bleef een trouwe aanhanger van Caesar tijdens de Gallische opstanden van 54 v.Chr. en als wederdienst stond Caesar de Atrebati toe om onafhankelijk te blijven en ze werden vrijgesteld van belastingen. Daarnaast werd Commius leider van de Morini.
Deze loyaliteit was echter niet blijvend, zoals werd behandeld door Aulus Hirtius in het laatste boek van De Bello Gallico, geschreven na de dood van Caesar. Terwijl Caesar in Gallia Cisalpina verbleef in de winter van 53 v.Chr., ontdekte de legaat Titus Labienus dat Commius onder een hoedje speelde met andere Gallische stammen. Labienus zond een tribuun, Gaius Volusenus, en enkele centurions om Commius op te roepen voor een geveinsde samenkomst, waar ze hem zouden terechtstellen voor verraad. Commius kon echter ontsnappen met een ernstige hoofdwond. Hij zwoer om nooit meer samen te werken met de Romeinen.

## Vijand van Caesar
In 52 v.Chr. namen de Atrebati deel aan de Gallische opstand onder leiding van Vercingetorix en Commius was een van de leiders van het leger dat probeerde Vercingetorix te bevrijden bij Alesia.[8] Nadat Vercingetorix was verslagen, sloot Commius zich aan bij de opstand van de Bellovaci en kon zo'n 500 Germanen overtuigen om hen te steunen. Zij werden ook verslagen zodat Commius moest vluchten naar zijn Germaanse bondgenoten.
In 51 v.Chr. keerde hij terug met een kleine bereden bende voor een guerrilla-oorlog. Die winter beval Marcus Antonius, op dat ogenblik een legaat, Volusenus om Commius te achtervolgen met cavalerie, wat hij met plezier deed. Toen beide groepen op elkaar stootten, kwam Volusenus als overwinnaar uit de strijd, maar kreeg een speer in de dij. Commius kon ontsnappen en smeekte om vrede door middel van tussenpersonen. Hij bood gijzelaars aan en beloofde om te leven waar hij gevraagd werd te leven en dat hij Caesar nooit meer zou tegenwerken, op voorwaarde dat hij nooit meer een Romein zou ontmoeten. Marcus Antonius stond zijn verzoek toe.
De Strategematicon van Sextus Julius Frontinus verhaalt hoe Commius vluchtte naar Brittannië met een groep volgelingen, achtervolgd door Caesar. Toen hij het Kanaal had bereikt, had hij de wind in zijn voordeel, maar het was laagwater, waardoor zijn schepen op de schorre lagen. Commius beval om toch de zeilen te hijsen. Caesar zag de zeilen van op afstand en dacht dat ze vertrokken waren, en blies de achtervolging af.
Dit veronderstelt dat de wapenstilstand die bekomen was met Marcus Antonius werd opgeblazen en dat de vijandelijkheden hervat waren. John Creighton veronderstelt dat Commius naar Brittannië werd gestuurd als onderdeel van de overeenkomst met Marcus Antonius - waar zou hij beter zitten om nooit meer een Romein tegen te komen? - en dat de anekdote van Julius Frontinus verwijst naar een vlucht vóór het bestand ofwel dat het historisch onbetrouwbaar is, misschien een legende die Julius Frontinus had gehoord toen hij gouverneur van Brittannië was. John Creighton betoogt dat Commius eigenlijk werd geplaatst door Caesar als een bondgenoot in Brittannië en dat zijn reputatie werd hersteld door Labienus (die Caesar had verraden voor Pompeius in de burgeroorlog van 49 - 45 v.Chr.) de schuld te geven voor zijn verraad.
De naam Commius blijft verschijnen in Gallië op munten van na de verovering, gekoppeld aan de namen Garmanos of Carsicios. Dit suggereert dat hij macht bleef hebben tijdens zijn afwezigheid, misschien door aanstelling van regenten. Anderzijds kunnen Garmanos en Carsicios de zonen van Commius geweest zijn, die de naam van hun vader op de munten plaatsten.

## Koning in Brittannië
Rond 30 v.Chr. werd Commius koning van de Atrebati in Brittannië en gaf hij munten uit vanuit Calleva Atrebatum (Silchester). Het is mogelijk dat Commius en zijn volgelingen dit koninkrijk gesticht hebben, alhoewel dat, toen Caesar zijn cavalerie niet tot in Brittannië kreeg in 55 v.Chr., Commius hem een klein detachement ruiters gaf van zijn stam. Dit wijst erop dat er al Atrebati in Brittannië waren op dat ogenblik. Er werden munten met zijn naam uitgegeven tot rond 20 v.Chr.. Sommigen hebben geopperd dat, gezien zijn lange regeerperiode, er twee koningen kunnen geweest zijn, vader en zoon, met dezelfde naam. Als Commius nog jong was toen Caesar hem aanstelde, kon hij gerust geregeerd hebben tot 20 v.Chr.. Sommige munten van die periode zijn echter met "COM COMMIOS" bedrukt, wat als "Commius zoon van Commius" kan geïnterpreteerd worden, dit ondersteunt de theorie van twee koningen.
Er zijn drie latere koningen, Tincomarus, Eppillus and Verica, die op hun munten zonen van Commius genoemd worden. Vanaf 25 v.Chr. zou Commius samen met Tincomarus geregeerd hebben. Na zijn dood zou Tincomarus in het noordelijke deel van het koninkrijk geregeerd hebben vanuit Calleva, terwijl Eppillus het zuidelijke deel bestuurd zou hebben vanuit Noviomagus (Chichester). Eppillus werd alleen heerser rond 7 na Chr.. Verica volgde hem op rond 15 na Chr. en heerste tot kort voor de Romeinse invallen van 43 na Chr.